# Joe Leson
Joseph Louis Leson, detto Joe (Canonsburg, 24 agosto 1912 – Los Angeles, 3 aprile 1967), è stato un cestista statunitense, professionista nella NBL.

## Carriera
Giocò una stagione nella NBL, disputando 17 partite con 1,7 punti di media.